# شعبان يوسف
شعبان يوسف (7 أبريل 1955) كاتب وشاعر وناقد وباحث مصري، ومؤسس منتدى «ورشة الزيتون الأدبية» ومجلة «كتابات». ألف سبعة دواوين ومسرحية، بالإضافة إلى العديد من الكتب الناقدة والبحثية. ترأس هيئة تحرير سلسلة «كتابات جديدة»، وأشرف على مجلة «منارات النديم» الأدبية، وكتب لغيرهم من الصحف والمجلات من أمثال جريدة «التحرير» وجريدة «أخبار الأدب». لعب دورًا بارزًا في الكشف عن شعراء وكاتبات مهمشين ومجهولين. لدى يوسف العديد من الإسهامات في مجال الإنتاج الإعلامي، فشارك في إعداد وتقديم برامج تلفزيونية كـ«عصير الكتب»، و«سور الأزبكية»، و«المقهى الثقافي». حالياً، يعمل يوسف في مجلة «عالم الكتاب» ويعمل على نشر كتاب جديد تحت عنوان ”علمانية مصطفى محمود المنكسرة“.

## التعليم
أكمل يوسف تعليمه الإبتدائي في مدرسة الشهيد مصطفى حافظ، وتخرج من كلية التجارة. كانت مرحلة يوسف الإبتدائية هي نقطة بداية رحلته في الكتابة. بدأ يوسف بالقراءة أولاً، فاختار رواية ”روبن هود“ كأول رواية له، وقرأها نحو عشرة مرات تقريباً نظراً لبلوغها نفس درجة الصعوبة كرواية أرسين لوبين وغيرها من الكتب العالمية. وكان أستاذه لمادة العلوم والمشرف على مكتبة مدرسته الإبتدائية حسني العباسي من الأشخاص الذين لعبوا دوراً في تشجيع يوسف على القراءة. وبفضل مواصلة تعمقه في عالم القراءة، فتحت له أبواب لعوالم أخرى جديدة.
تعرف يوسف على الشعر من خلال أحد اصدقائه من المرحلة الإعدادية. فعلمه والد صديقه العروض، والإيقاعات، والتفاعيل، ومن بين الشعراء التي تعلم يوسف عنهم، نال حافظ إبراهيم إعجابه وتأثر انفعالياً بأعماله.

## السيرة المهنية
تعتبر الحركة الطلابية هي أولى مساهمات يوسف وكانت في فترة السبعينيات.
في عام 1979، أسس يوسف منتدى «ورشة الزيتون الأدبية» الذي استهدف من خلاله استقبال أكبر عدد ممكن من الكتاب المصريين المبدعين المتخصصين في مجال الأدب وتقديم أعمالهم دون تفضيل أو الإنحياز إلى تيار أدبي معين وذلك بهدف إثراء الحركة الثقافية. واستمر المنتدى بتقديم خدماته لما يزيد عن ثلاثين عامًا. وفي نفس السنة، أسس مجلة «كتابات»، وساعد في تأسيسها الشاعرين رفعت سلام ومحمود نسيم. وفي عام 1980، عمل في أحد المكتبات الموجودة في سور الأزبكية لمدة عام، وسرد خبراته في المكتبة في برنامج تلفزيوني تحت نفس المسمى، والذي شارك يوسف في تقديم فقرة اسبوعية من البرنامج وتمت اذاعتها على قناة «التلفزيون العربي».
واستمرت جهوده في القرن الواحد والعشرين، حيث تجلت في توليه رئاسة هيئة تحرير سلسلة «كتابات جديدة» التابعة للهيئة المصرية العامة للكتاب، وذلك منذ 2011 حتى 2016. وخلال نفس هذه الفترة، تحديداً منذ عام 2013 حتى 2015، عمل ككاتب لجريدة «التحرير» المصرية ونشرت له مقالة كل اسبوع. وبفضل إشرافه على مجلة «منارات النديم» الأدبية، أثرى معارفه في علم السوسيولوجي والابتكارات الشبابية. بالإضافة إلى إنه كتب لجريدة «أخبار الأدب» وما زال يعمل لها حتى الوقت الراهن.
وطوال مسيرته المهنية كشاعر، أصدر يوسف سبعة دواوين ومسرحية. ولكنه لم يكن راضٍ عن القصائد الذي قام أبناء جيله بتأليفها، ما دفعه إلى التنقيب عن الظواهر الشعرية سعياً لتهذيب الشعر. فكرس جهده لإكتشاف أعمال لشعراء مهمشين ومجهولين، وجوانب إبداعية من الحياة الثقافية لم يول غيره من الشعراء اهتمام لها. فتخصص في الكتابة النقدية أو البحثية بهدف البحث عن أحقية الظواهر الشعرية وتسليط الضوء على أعمال المهمشين. بالإضافة إلى إنه كشف عما سببته الثقافة المصرية للكاتبات العربيات من تهميش واقصاء متعمد، وألف عنه كتاب تحت عنوان ”لماذا تموت الكاتبات كمدا؟“ أملاً في إيلاء المزيد من الإهتمام لأعمالهن وأن يتقبل المجتمع رأيهن وصوتهن وحجتهن. ففي بداية عام 2020، أصبح يوسف واحد من بين ما يزيد عن 100 شاعر وناقد من 15 دولة عربية الذين شاركوا في ملتقى القاهرة الدولي الخامس للشعر العربي الذي نظمه المجلس الأعلى للثقافة. وفي يونيو من نفس العام، أطلق المجلس الأعلى مبادرة تحت عنوان «الثقافة بين إيديك» حيث شارك فيها عدد كبير من الكتّاب والمبدعين من مصر وغيرها من الدول العربية الأخرى، من بينهم يوسف، الذي قدم قراءة في كتاب ”لماذا تموت الكاتبات كمداً؟“، وذلك ضمن سلسلة «اقرأ معانا». وتولى المجلس الأعلى تسجيل القراءة الصوتية بالفيديو لمدة تألفت من عشرة دقائق ورفعها على موقع «الفيسبوك» و«يوتيوب» والتفاعل مع تعليقات المتابعين.
ألف يوسف العديد من الكتب واستعاد نشر روايات عن كتّاب مرموقين من أمثال شهدى عطية الشافعي، وسيد قطب، ونبوية موسى، وإسماعيل أدهم وغيرهم.
ومن الجانب الإنتاج الإعلامي، شارك يوسف في إعداد وتقديم العديد من البرامج التلفزيونية، من بينهم برنامج «عصير الكتب» الذي شارك الكاتب والسيناريست، بلال فضل، في إعداده، وتمت اذاعته على قناة «دريم» المصرية. كما عمل ضمن فريق إنتاج البرنامج الثقافي لمعرض القاهرة الدولي للكتاب والإشراف على فعالياته، وأعدّ برنامج «المقهى الثقافي».
كما حضر مؤتمرات عُقدت دولياً وعالمياً، من بينها معرض مسقط الدولي للكتاب.
يعمل يوسف حالياً في مجلة «عالم الكتاب» المصرية التابعة للهيئة المصرية العامة للكتاب كرئيس تحرير. كما يعمل على تأليف كتاب جديد تحت عنوان ”علمانية مصطفى محمود المنكسرة“، ويسرد فيه التغيرات الجذرية التي أصابت رحلة الدكتور مصطفى محمود الفكرية.

## مؤلفاته

### أعماله الشعرية
- ”مقعد ثابت في الريح“، دار سينا للنشر، القاهرة، 1993.
- ”معاودات“، دار النديم للصحافة والنشر، القاهرة، 1994.
- ”كأنه بالأمس فقط“، دار الياس العصرية، القاهرة، 1998.
- ”تظهر في منامي كثيرا“، الهيئة المصرية العامة للكتاب، القاهرة، 1999.
- ”ديوان 1999“، الهيئة المصرية العامة للكتاب، القاهرة، 2002.
- ”أكثر من سبب لعزلة“، الهيئة المصرية العامة للكتاب، القاهرة، 2002.
- ”أحلام شيكسبيرية“، دار هيفن للترجمة والنشر، القاهرة، 2008.

### مسرحيات شعرية
- ”بقعة ضوء تسقط مظلمة“، المجلس الأعلى للثقافة، القاهرة، 2009.

### كتب نقدية (في التاريخ الأدبي والثقافي)
- ”شعراء السبعينيات..السيرة..الجيل..الحركة“، المجلس الأعلى للثقافة، القاهرة، 2003.
- «سامي خشبي... مسيرة نقدية»، الهيئة العامة لقصور الثقافة، القاهرة، 2008.
- ”خلوة الكاتب النبيل“، الهيئه العامه لقصور الثقافة، القاهرة، 2012. وفي هذا الكتاب، يتحدث يوسف عن الكاتب ابراهيم أصلان.[1]
- «حلمي سالم ناقدًا ومحاورًا»، الهيئة العامة لقصور الثقافة، القاهرة، 2012.
- بهاء طاهر ناقدًا مسرحيًا"، الهيئة المصرية العامة للكتاب، القاهرة، 2012.
- «صبري موسى.. سيرة عطرة وإبداع شامخ»، الهيئة العامة لقصور الثقافة، القاهرة، 2013.
- «أدب السجون»، الهيئة المصرية العامة للكتاب، القاهرة، 2014.
- ”لماذا تموت الكاتبات كمدا؟“، دار بتانة للنشر والتوزيع، القاهرة، 2016. في هذا الكتاب، يسرد يوسف نتائج بحوثه التي تشير إلى ما تعاني منه المرأة من تهميش واستبعاد مقصود، خاصة الكاتبات العربيات. ويطالب يوسف بالتخلص من أفكار المجتمع الذكوري لتحقيق العدالة الإجتماعية والديمقراطية الحقة.[7]
- ”ضحايا يوسف ادريس وعصره“، دار بتانة للنشر والتوزيع، القاهرة، 2017.
- ”صرخة فرج فودة“، دار بتانة للنشر والتوزيع، القاهرة، 2017. وألف هذا الكتاب بالاشتراك مع الدكتورة عزة كامل.[1]
- ”المنسيون ينهضون“، دار بتانة للنشر والتوزيع، القاهرة، 2017.[11][12]
- ”نجيب الريحانى: المذكرات المجهولة“، دار بتانة للنشر والتوزيع، القاهرة، 2017. والكتاب تجميع وتحقيق لحلقات كتبها نجيب الريحاني في الثلاثينيات والأربعينيات من القرن الماضي.[13][14]
- "وجوه مشرقة في دفتر الحضور، المطابع الأميرية، القاهرة، 2019.
- «في محبة العامية»، دار بتانة للنشر والتوزيع، القاهرة، 2020.[15]
- «الثقافة المصرية.. سيرة أخرى»، دار بتانة للنشر والتوزيع، القاهرة، 2021.
- «الذين قتلوا مي»، دار أخبار اليوم، القاهرة، 2022. وفي هذا الكتاب يتناول تجربة الكاتبة مى زيادة كنموذج للمرأة العربية المثقفة التي تتعرض للتهميش والقتل المعنوى.[16]
- «محمود نسيم.. رحلة عطاء نادرة»، الهيئة المصرية العامة للكتاب، القاهرة، 2022.

### إصدارات أخرى
- ”علمانية مصطفى محمود المنكسرة“، دار ابن رشد، القاهرة، 2020. يتناول الكتاب ملامح التمرد الحادة التي ظهرت على مصطفى محمود والتي بدت في مجموعته القصصية الأولى ”أكل عيش“ الصادرة عام 1955. وخلال فترة عمله لمجلة روز اليوسف، بدأ محمود بتطوير أدواته الفنية والكتابية سعياً لتطوير مقالاته الأدبية أولاً، ومن ثم طرح أفكاره المتمردة التي لحسن حظه لاقت قبولاً ورواجاً كبيرين على المستويين الجماهيري والنخبوي. يوضح يوسف في كتابه بتأثر فكر محمود بأفكار الشيخ علي عبد الرازق الذي سردها في كتابه ”الإسلام وأصول الحكم“ الصادر عام 1925، وكذلك كتاب ”من هنا نبدأ“ للشيخ خالد محمد خالد والذي نُشر عام 1950.[4]